# さくら満開
「さくら満開」（さくらまんかい）はモーニング娘。さくら組の2枚目のシングル。2004年2月25日に発売。

## 内容
- 2003年9月に、モーニング娘。の15人のメンバーを「モーニング娘。さくら組」と「モーニング娘。おとめ組」の2つに分けて活動を開始した。
- メンバーは安倍なつみがモーニング娘。を卒業したのを期に本ユニットも卒業したため、矢口真里・吉澤ひとみ・加護亜依・高橋愛・紺野あさ美・新垣里沙・亀井絵里の7名である。
- ステージ衣装は、前作に引き続きピンクを基調とした着物風で、和風のアレンジに合わせて扇子を振り付けの小道具に使った。
- 「さくら満開」の再生時間は6分35秒であり、この再生時間はハロー!プロジェクトの楽曲上（アレンジ、リミックス、カバーなどを除く）で最も長い曲とされている。

## 収録曲
全作詞・作曲：つんく
1. さくら満開
編曲：高橋諭一
2. Say Yeah!-もっとミラクルナイト- (モーニング娘。さくら組Version)
編曲：守尾崇
3. 抱いてHOLD ON ME! (モーニング娘。さくら組Version)
編曲：前嶋康明
4. さくら満開（Instrumental）

## 参加ミュージシャン
- 高橋諭一 - ギター&プログラミング(1)
- 姜小青 - 中国古箏(1)
- 田代耕一郎 - 三味線(1)
- 稲葉貴子 - コーラス(1)
- 守尾崇 - 全楽器(2)
- モーニング娘。さくら組 - コーラス(2,3)
- つんく♂ - コーラス(2,3)
- 前嶋康明 - キーボード&プログラミング(3)
- GEMI TAYLOR - ギター(3)